# Charles Monro
Charles Carmichael Monro, född 15 juni 1860, död 7 december 1929, var en brittisk militär.
Monro blev officer vid infanteriet 1879, överste 1903, generalmajor 1910, generallöjtnant 1915 och general 1916. Monro deltog i Tirahfälttåget 1897-98 och i boerkriget 1899-1900. Vid första världskrigets utbrott 1914 fick han befälet över 1:a armékåren. Juli 1915 blev Monro chef för 3:e armén och oktober samma år överbefälhavare på Gallipolihalvön, vars utrymmande i januari 1916 skedde under hans ledning. Han var därefter chef för 1:a armén på västfronenten och oktober 1916-20 överbefälhavare i Indien. Från 1923 var Monro militärguvernör i Gibraltar. Han adlades 1915.